# ミルクマン (漫画)
『ミルクマン』は南国ばななによる漫画。「ウンポコ」（新書館）において連載されていたが、「ウィングス」（新書館）に2009年9月（10月号）から不定期連載として移籍した。気持ち悪いほど従順な牛乳屋を始め、変人ぞろいのアパートでの騒ぎを描くギャグ漫画。

## 概要
駅から5分、築28年のアパートに牛乳を配達する牛乳屋がいる。誰に対しても腰が低いが、とくにアパートの大家に対しては忠犬のごとく仕える。百戦錬磨のポルノ男優や怖い造形が得意な人形師といった濃い住人達、ライバルのコーヒー牛乳屋に彩られた非日常的な騒動を綴る。
季刊誌「ウンポコ」（新書館）vol.2（2005年6月30日発売）から連載開始。当初はアパートの住人達の物語という意味で「アパメン」というタイトルだったが、牛乳屋の個性が突出するようになり、第5話（ウンポコvol.6）から「ミルクマン」に改題された。BL風の耽美な絵柄でとくに男性の裸体ではその傾向が顕著だが、物語としては勢いで突っ走る、下ネタありのギャグ漫画になる。突っ込み役の出番は少なく、主人公の牛乳屋も含め全員でボケ倒す作風。作者は深夜番組的なノリであると自認している。

## 登場人物
牛乳屋
本作の主人公。本名は牛田猛（うしだ たけし）。19歳。牛乳配達の制服、帽子、角眼鏡を常に着用している。誰に対しても敬語で接し、腰が低くて人懐っこく、やや自虐的だがいつも楽しげ。困難に遭っても前向きに対処しようとするが努力の方向がおかしく、円曰く主人の帰りを忠実に待っているが駅を間違えている犬のようだとのこと。
コーヒー牛乳屋
コーヒー牛乳の配達人。牛乳屋の正反対で格好いいチンピラ系、浅黒い肌に逆立った金髪、牛乳屋の制服を白黒反転させたような制服を着用している。牛乳屋のライバルとして登場したものの喧嘩にならない牛乳屋の性格のために、その後は二人仲良くつるんでいる。北海道人を父に、ブラジル人を母に持つが故にコーヒー牛乳に誇りを持っている。
大家
アパートの大家。釣り目の狐顔。胸はだけシャツと短パンを愛用。変人ぞろいの住人達を面白がって盛り立てる。牛乳屋を顎で使い、牛乳屋も喜んでこき使われている。いつも煮干をくわえているのは、カルシウムの摂取を怠ると怒りっぽくなるため。
文治（ぶんじ）
104号室のAV男優、芸名はスイートコーン飯田。32歳。眼鏡に顎鬚、左肩に花のタトゥーがある。登場するだけでその場を支配するほどの圧倒的フェロモンの持ち主で、男さえも腰砕けにさせる。
御茶ノ水（おちゃのみず）
201号室の人形師。和服にたすきがけをしている。右目は多くの場合、前髪で隠れている。芸術家肌でやや神経質。球体関節の少女人形を作るが、どれも怖い形相ばかりで子供には不評である。
中野（なかの）
102号室の浪人生。19歳。普通な感じの眼鏡男子。第1話で巻き込まれ型の主人公として登場するものの、その立場は牛乳屋に奪われ、以後出演が極端に減る。たまに登場するときは作品唯一の常識人として突っ込み役を全うする。
御嶽（みたけ）
101号室の浮世離れした美人。長い黒髪にミニの着物を着る。霊的なものを連想させる存在で、御茶ノ水の人形が怖くなったのも彼女の影響だと大家は推測している。
円（まどか）
203号室のOL。動物好きの眼鏡っ娘。ペットの飼育に収入をつぎ込み、私服は体操服と高校ジャージ。
お嬢
204号室の女子高生。優しげなお嬢様だが正体不明で、大家は彼女から危険な雰囲気を感じ取っている。

## 単行本
- 1巻 2007年10月15日発行 ISBN 978-4-403-61877-2
- 2巻 2011年8月25日発行 ISBN 978-4-403-62121-5
- 3巻 2015年3月25日発行 ISBN 978-4-403-62189-5